# Caviste (commerce)
Pour les articles homonymes, voir Caviste.
Le métier de caviste, dans le commerce, consiste à vendre des vins et des spiritueux dans l'établissement éponyme, un caviste.

## Rôle et fonction
Ce métier nécessite une connaissance des vins, de la sommellerie et de l'œnologie. Le caviste doit être en mesure de conseiller un client suivant ses goûts, ses moyens financiers, et la finalité de l'achat (apéritif, dîner, dégustation, stockage, cadeau… ). Il a donc besoin de connaître les accords mets et vins classiques, et doit être capable de présenter et d'expliquer le vin choisi à l’acheteur. Le caviste propose également à la vente des spiritueux tels que whisky, rhum, armagnac, cognac, gin, vodka, liqueur, eau de vie, bières... 
Les cavistes sont les ambassadeurs des vignerons, distillateurs, brasseurs et producteurs artisanaux  auprès des clients finaux. Ils sont des commerces de proximité. Un maillon important de la chaine de distribution des produits artisanaux issus du vignoble. C'est le circuit court de la distribution du vin en France.
Au delà de la vente proprement dite, le caviste apporte à ses clients conseils et services tels que dégustation, initiation à la dégustation, conseils sur les accords mets et vins, confection de coffrets cadeaux, livraison, expédition.
Certains cavistes proposent de manière annexe des produits d'épicerie fine, tels que terrines, foie gras, caviar, saumon, chocolat, charcuterie...

## Formation
Le métier de caviste est multiple et complexe. Il nécessite des connaissances dans de nombreux domaines, comme l'œnologie, la viticulture, la sommellerie, les spiritueux, la gastronomie, mais également le commerce, la gestion comptable et des stocks, la communication et le marketing. 
Si beaucoup de professionnels dans ce métier sont issus de reconversion professionnelle, il n'en est pas moins nécessaire de se former pour acquérir les compétences nécessaires à l'exploitation de ce commerce.
Les formations recommandées requises pour exercer le métier sont la sommellerie et l'œnologie, complété par une formation en gestion d'un commerce. 
Sans que cette liste soit exhaustive, des formations sont dispensées par des organismes délivrant des Certificat de Qualification Professionnelle (CQP) dispensés par des organismes professionnels tels que l'IFOPCA. Mais aussi des organismes spécialisés comme l'Université du vin de Suze la Rousse, l'Institut Supérieur du Vin (ISV) à Montpellier, l'Ecole Supérieure du Vin (ESV) à Perpignan, la formation conseiller vente caviste de la CCI de Vannes.

## Organisation de la profession en France
La France possède le plus grand nombre de cavistes au monde. Avec plus de 5800 points de vente c'est un réseau dynamique qui gagne chaque année des points de vente et résiste à la concurrence de la grande distribution et de la vente sur internet. Le métier est exercé de plusieurs manières. Soit par un caviste indépendant, soit par un caviste franchisé, ou un salarié d'un réseau de caves. 

### Fédération des Cavistes Indépendants FCI
Les cavistes indépendants sont représentés par la Fédération des Cavistes Indépendants (FCI) fondée en 1994 par un groupe de cavistes indépendants de Paris et du sud de la France. Elle a pour objectif de fédérer les cavistes indépendants pour s'entraider et communiquer sur leur métier autant auprès des instances professionnels que du grand public. L'actuel président est Jean Guizard élu lors de l'Assemblée Générale de la FCI qui s'est tenue à Montpellier le 3 juin 2016 au Mas de Saporta siège de l'AOC Languedoc. Puis réélu président lors de l'Assemblée Générale le 7 avril 2019 qui se tenait au Château de Ferrand reçu par les vignerons de l'AOC Saint-Emilion.

### Concours du Meilleur caviste de France
Le Concours du Meilleur Caviste de France a été créé par la FCI avec pour objet de récompenser le meilleur des cavistes. Le Concours a été relancé par le SCP en 2014. Les derniers lauréats sont en 2014 Stéphane Alberti, 2016 Philippe Schlick, 2018 Cyril Coniglio, 2020 Matthieu Potin.

### Syndicat des Cavistes Professionnels SCP
La FCI a créée en 2011 le Syndicat des Cavistes Professionnels (SCP) qui a pour objectif de fédérer les cavistes indépendants, les cavistes de réseaux et les cavistes franchisés en vue de les défendre auprès des instances publiques. Son premier président a été Yves Legrand éminent et reconnu caviste parisien. Le second président est depuis le 20 mai 2019 Patrick Jourdain caviste dans l'Allier et le Puy de Dôme.

### Titre Maître Caviste
Depuis 2018 une démarche qualitative de reconnaissance de la profession a été instituée par la Fédération des Cavistes Indépendants avec le lancement du titre Maître Caviste. Jean Guizard, Président de la FCI, a souhaité avec son bureau mettre en place un label qualitatif de reconnaissance professionnelle du métier de caviste indépendant. L'attribution du tire fait l'objet d'une démarche rigoureuse qui doit respecter sept critères incontournables. La candidature fait l'objet d'un dépôt de dossier par le postulant, étude par un comité composé des meilleurs cavistes de France et des président de la FCI et du SCP, un audit réalisé par le comité et une décision collégiale attributive. Les premiers titres ont été remis en 2020. Lors de la dernière Assemblée Générale de la FCI au cœur des Côtes du Rhône en AOC Lirac en octobre 2021 plus de 30 de cavistes sont reconnus Maître Caviste en France.

### Confédération Générale de l'Alimentation en Détail CGAD
En 2020 le SCP Syndicat des Cavistes Professionnels a rejoint la Confédération Générale de l'Alimentation en Détail (CGAD) qui est l'organisation professionnelle représentative des entreprises alimentaires de proximité.